# Башакшехир (квартал)
„Башакшехир“ (на турски: Başakşehir) е квартал на Истанбул, разположен в околия Башакшехир. Общата му площ е 8,1 км2. Според данни на Адресната система за регистриране на населението (ABPRS) към 2023 г. населението на „Башакшехир“ е 71 096 жители.